# Заснування Москви

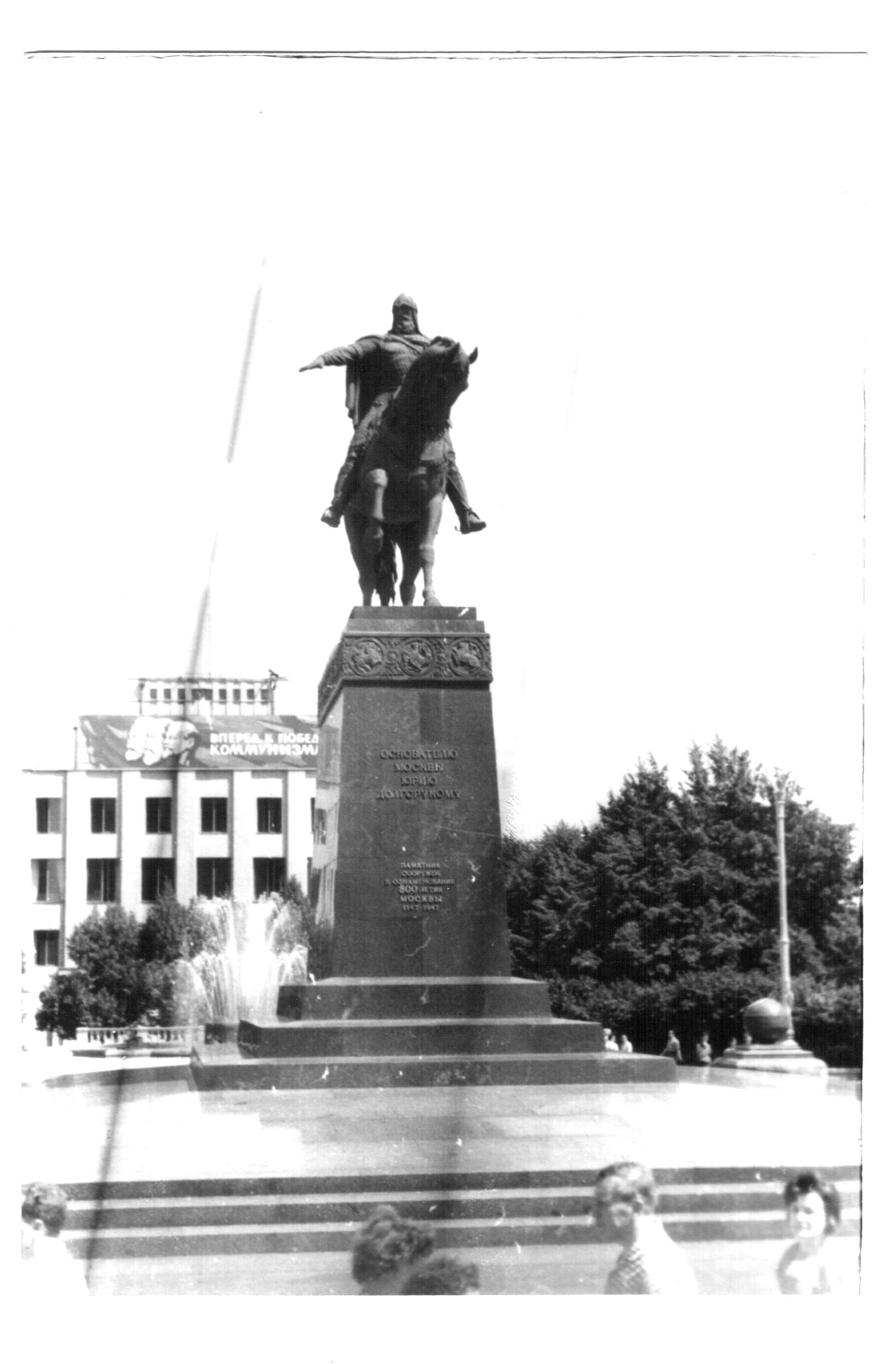
Пам'ятник Юрію Долгорукому, якому приписується заснування Москви

Заснування Москви датується 1147 роком і приписується Великому князю Ростово-Суздальському і Київському Юрію Долгорукому. На момент заснування Москви Юрій мав тільки титул князя Ростово-Суздальського.
У Іпатіївському літописі згадка про Москву датується 1147 роком, коли Юрій Долгорукий скликав військову раду в місті і покликав «на Московь» свого союзника і троюрідного брата — Новгород-Сіверського князя Святослава Ольговича. Москва була заснована на високому Боровицькому пагорбі, на місці злиття річок Москви і Неглинної, вище річки Яузи. Деякий час місто називалося Кучков від імені боярина Степана Кучки, що володів цими землями та був страченим Юрієм Долгоруким, а потім за містом закріпилася назва від імені річки Москви. Що означає слово "Москва" — лінгвісти і зараз сперечаються на рахунок цього. Припускають, що слово "Москва" фінно-угорського походження і означає за різними версіями: "смородина", "каламутна", "викривлена".
Причини, за якими Юрій Долгорукий стратив боярина Кучку, точно не відомі. Імовірно, боярин не хотів передавати свої землі князю і чинив опір його планам. Перекази розповідають, що після страти Юрій оглянув довколишні землі і повелів будувати на них дерев'яний град. В результаті цього були зведені укріплені дерев'яні стіни Кремля, які служили для захисту жителів колишніх сіл Кучки і нових поселенців, споруди княжого двору і деякі інші будови. Також заслуга Юрія Долгорукого полягає в тому, що він сприяв поширенню православ'я серед населення цієї місцевості, яке все ще перебуває під сильним впливом язичництва і волхвів.
Вік Москви точно не відомий. Андрій Куза вважав, що укріплене давньоруське поселення виникло на межі XI—XII століть, а знайдений речовий матеріал (у тому числі свинцева печатка Київського митрополита) вказує на ще більш раннє заселення.
Згідно з Тверським літописом, повідомлення якого ставиться під сумнів багатьма істориками, через 6 років, у 1153 році, Юрій Долгорукий заклав на місці стародавнього поселення місто і збудував нову дерев'яно-земляну фортецю. Цей запис викликає сумніви у істориків, бо існують деякі суперечності: в 1156 році Юрій Долгорукий княжив у Києві, і якщо, як припускають історики, він заснував Москву під час свого візиту в Ростово-Суздальське князівство, то дивно, що цей факт залишився непоміченим літописцями. Частина істориків вважають роком заснування міста Москва 1153 рік. Існують також припущення, що укріплювальні споруди зводилися не Юрієм Долгоруким, а його сином Андрієм Боголюбським. Від свого заснування і аж до навали Батия Москва була прикордонним містом Володимиро-Суздальського князівства.
Відомостей про те, чи відвідував пізніше Юрій Долгорукий місто, засноване за його велінням, немає.